# Chi McBride
Chi McBride, vero nome Kenneth McBride (Chicago, 23 settembre 1961), è un attore statunitense.

## Carriera
Kenneth McBride, nato e cresciuto a Chicago (da cui il suo nome "Chi"), si trasferisce ad Atlanta a 25 anni per intraprendere la carriera musicale. In seguito si trasferisce a Los Angeles dove a 30 anni darà il via alla sua, un po' tardiva secondo gli standard di Hollywood, carriera d'attore. Il suo primo film di successo è Codice Mercury (1998) al fianco di Bruce Willis. In seguito è comparso in Fuori in 60 secondi, Sospesi nel tempo, Io, robot e Annapolis. Inoltre ha partecipato alle serie televisive Boston Public, Dr. House - Medical Division, The John Larroquette Show, Killer Instinct, The Nine, Pushing Daisies, Human Target, Golden Boy e Hawaii Five-0.

## Filmografia parziale

### Cinema
- Il distinto gentiluomo (The Distinguished Gentleman), regia di Jonathan Lynn (1992)
- Tina - What's Love Got to Do with It, regia di Brian Gibson (1993)
- Sospesi nel tempo (The Frighteners), regia di Peter Jackson (1996)
- Hoodlum, regia di Bill Duke (1997)
- Codice Mercury (Mercury Rising), regia di Harold Becker (1998)
- Fuori in 60 secondi (Gone in Sixty Seconds), regia di Dominic Sena (2000)
- Faccia a faccia (The Kid), regia di Jon Turteltaub (2000)
- Magicians, regia di James Merendino (2000)
- Undercover Brother, regia di Malcolm D. Lee (2002)
- Amici x la morte (Cradle 2 the Grave), regia di Andrzej Bartkowiak (2003)
- The Terminal, regia di Steven Spielberg (2004)
- Io, robot (I, Robot), regia di Alex Proyas (2004)
- Roll Bounce, regia di Malcolm D. Lee (2005)
- Waiting..., regia di Rob McKittrick (2005)
- Annapolis, regia di Justin Lin (2006)
- Let's Go to Prison - Un principiante in prigione (Let's Go to Prison), regia di Bob Odenkirk (2006)
- I fratelli Solomon (The Brothers Solomon), regia di Bob Odenkirk (2007)
- American Son, regia di Neil Abramson (2008)
- First Sunday - Non c'è più religione (First Sunday), regia di David E. Talbert (2008)
- Still Waiting..., regia di Jeff Balis (2009)
- Questioni di famiglia (The Family Tree), regia di Vivi Friedman (2011)
- Pawn Shop Chronicles, regia di Wayne Kramer (2013)
- Draft Day, regia di Ivan Reitman (2014)
- Home Sweet Hell, regia di Anthony Burns (2015)
- Unspoken: Diary of an Assassin, regia di Ron Yuan (2017)

### Televisione
- Willy, il principe di Bel Air (The Fresh Price of Bel-Air) - serie TV, 1 episodio (1992)
- La rivincita dei nerds III (Revenge of the Nerds III: The Next Generation), regia di Roland Mesa - film TV (1992)
- Sposati con figli (Married with Children) - serie TV, 1 episodio (1994)
- The Practice - Professione avvocati (The Practice) - serie TV, 1 episodio (2001)
- Boston Public - serie TV, 81 episodi (2000-2004)
- Boston Legal - serie TV, 1 episodio (2005)
- Dr. House - Medical Division (House, M.D.) - serie TV, 5 episodi (2005)
- Killer Instinct - serie TV, 13 episodi (2005)
- Detective Monk (Monk) - serie TV, episodio 5x02 (2006)
- The Nine - serie TV, 13 episodi (2006-2007)
- Pushing Daisies - serie TV, 22 episodi (2007-2009)
- Psych - serie TV, 1 episodio (2010)
- Human Target - serie TV, 25 episodi (2010-2011)
- How I Met Your Mother - serie TV, 1 episodio (2011)
- Suits - serie TV, 2 episodi (2011-2015)
- Golden Boy - serie TV, 13 episodi (2013)
- Hawaii Five-0 – serie TV, 160 episodi (2013-2020)

## Doppiatori italiani
Nelle versioni in italiano delle opere in cui ha recitato, Chi McBride è stato doppiato da:
- Enzo Avolio in Hoodlum, Codice Mercury, Paid in Full, Home Sweet Hell
- Stefano Mondini in Boston Public, Detective Monk, The Nine, Suits (ep. 1x12)
- Angelo Nicotra in Boston Legal, Annapolis, Human Target
- Massimo Corvo in Dr. House - Medical Division, Questioni di famiglia, Golden Boy
- Paolo Marchese in Tina - What's love got to do with it, Psych
- Roberto Draghetti in The Terminal, Io, Robot
- Claudio Fattoretto ne I Fratelli Solomon, Pushing Daisies
- Francesco Pannofino in Sospesi nel tempo
- Gerolamo Alchieri in Amici per la morte
- Sandro Sardone in The Practice - Professione avvocati
- Ermanno Ribaudo in Fuori in 60 secondi
- Simone Mori in Roll Bounce
- Fabrizio Temperini in Narc - Analisi di un delitto
- Riccardo Lombardo in Killer Instinct
- Pietro Ubaldi in Undercover Brother
- Luca Sandri in How I Met Your Mother
- Franco Mannella in Suits (ep. 4x15)
- Pasquale Anselmo in Hawaii Five-0
- Mario Bombardieri in Draft Day

Da doppiatore è sostituito da:
- Alessandro Rossi in Ultimate Spider-Man, Hulk e gli agenti S.M.A.S.H., Averngers Assemble